# Casas del Cuitu

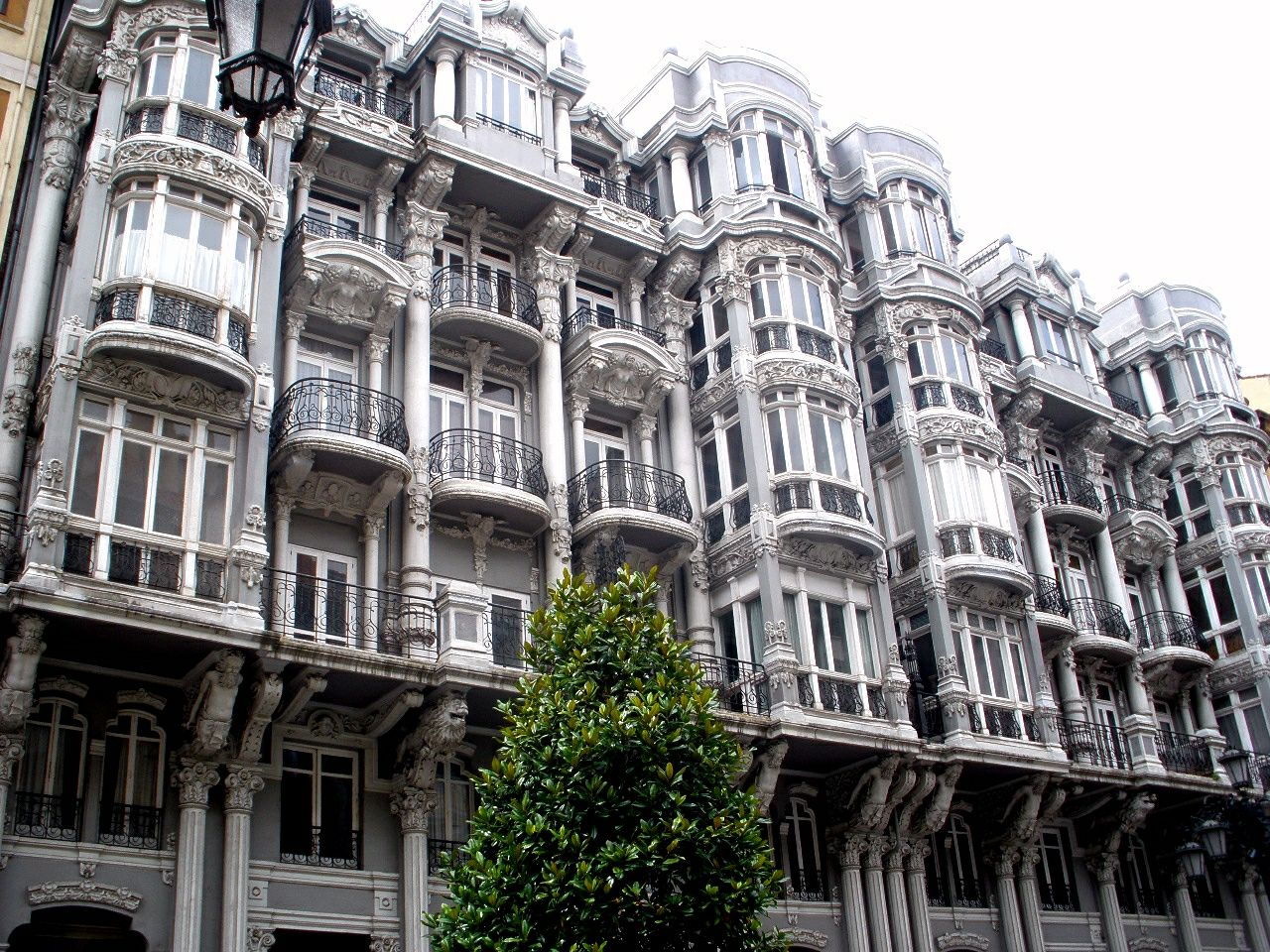
Casas del Cuitu en la calle Uría

Las Casas del Cuitu son un edificio modernista situado en la calle Uría de Oviedo, capital de Asturias (España).

## Descripción
El edificio, que en realidad mira a dos calles (Uría e Independencia pero sin hacer esquina), fue levantada entre 1913 y 1917 por el maestro de obras Ulpiano Muñoz Zapata. Supuso un reto inmobiliario para la calle y antesala de los grandes edificios que se construyeron en la avenida a partir de los años 1930, sustituyendo a chalés y pequeñas mansiones. Dentro de un estilo modernista-alabeado, su fachada recibe la influencia barroca por la gran cantidad de ornamentación, destacando muy especialmente las jambas, miradores y ménsulas, las cuales simulan motivos mitológicos que parecen sostener el edificio. 
El Banco Herrero fue propietario del inmueble durante 85 años, después de que el dueño original (el indiano José Álvarez Santullano, apodado El Cuitu) entrase en quiebra y se lo hubiera vendido a su íntimo amigo Policarpo Herrero. Desde 2002 pertenece al Grupo Masaveu. Tanto las viviendas como locales comerciales fueron desalojados en 2012 a la espera de acometer una rehabilitación integral.